# Super réseau
Pour les articles homonymes, voir Réseau (homonymie).
 (septembre 2015).
Sa qualité peut être largement améliorée en utilisant un vocabulaire plus directement compréhensible.

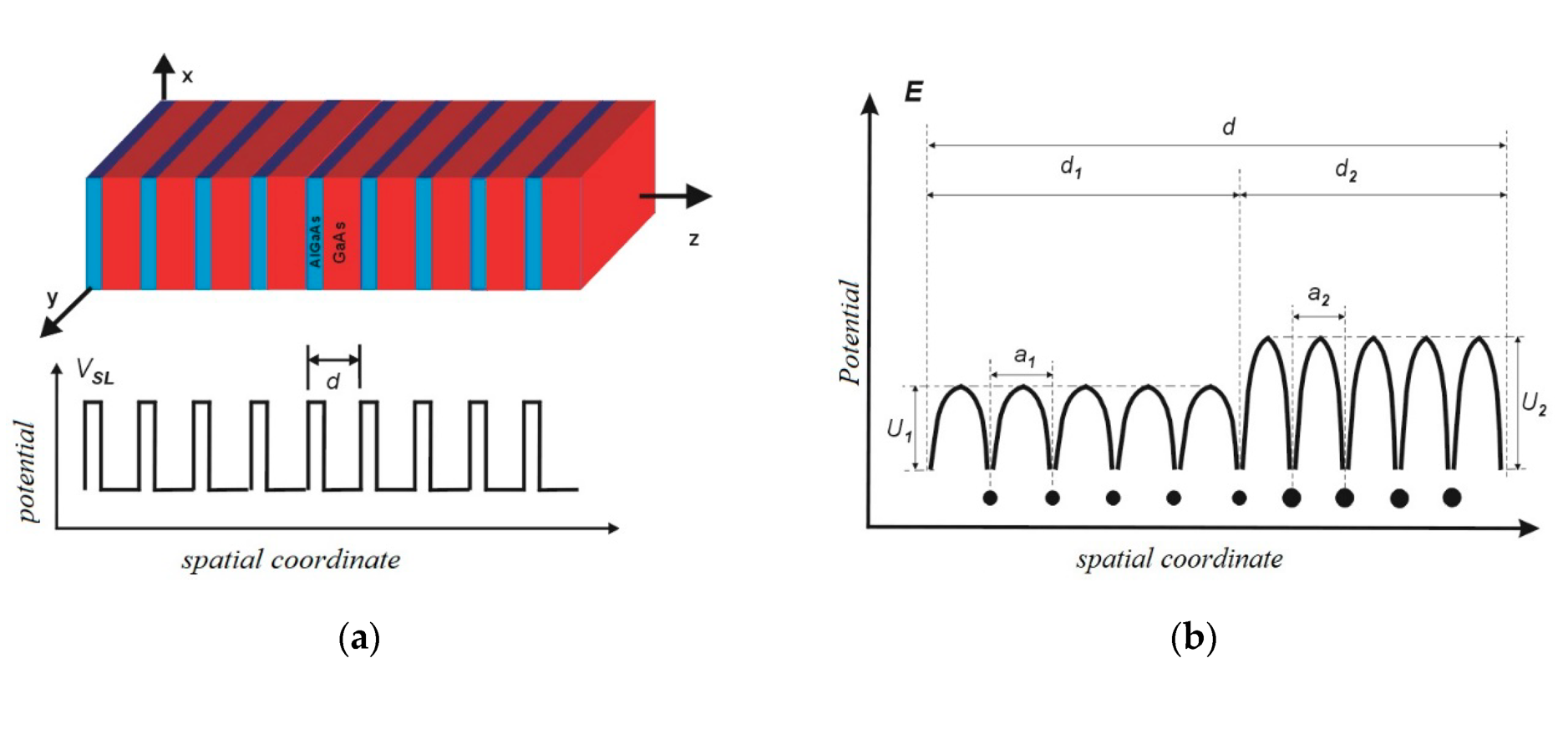
Semi Conducteurs : Super réseau

En physique des semi-conducteurs, un super réseau est un empilement périodique de couches de faibles épaisseurs, (typiquement plusieurs nanomètres). Si ces couches sont suffisamment fines, un couplage quantique est possible. Les porteurs (trous et électrons) ont alors accès à un continuum énergétique selon des « mini-bandes » contrairement à ce qui se passe dans un puits quantique où ils accèdent à des niveaux énergétiques discrets. Les énergies de ces minibandes sont alors dépendantes de l'épaisseur et de la composition des couches utilisées. Par exemple, le super réseau InAs/GaSb (Arséniure d'indium/Antimoniure de gallium) a été principalement étudié pour la détection infrarouge.

## Type de super réseaux semiconducteurs
Il existe différents types de super réseaux en fonction de l'alignement des bandes de conduction et de Valence des matériaux utilisés.
Un super réseau peut être de type I, II ou III.